# Obol ionian
Obol (la plural: oboli), (iar în greacă Οβολός Ιονίου) a fost moneda Insulelor Ioniene între 1819 și 1863.

## Istorie
Obolul ionian a fost emis de britanici, fiind bătut în monede de 1 și 2 oboli, precum și în subdiviziuni cu valori nominale de 1, 30 și 50 de lepta (la singular: lepton). Pe avers era reprezentată emblema statului, moștenită de la venețieni (leul Sfântului Marcu, cu fața îndreptată spre stânga, ținând o Evanghelie închisă, cu cruce și șapte săgeți reprezentând Insulele Ioniene) și textul ΙΟΝΙΚΟΝ ΚΡΑΤΟΣ, precum și milesimul. Pe revers era gravat textul BRITANNIA și era înfățișată personificarea feminină a acesteia, așezată pe globul terestru, cu fața îndreptată spre stânga. Obolul a fost conceput de W. Wyom și bătut la Monetăria din Londra.
Obolul a înlocuit o serie de parale turcești și gazeta din cupru.
Până în 1834, 1 obol ionian = 4 lepta, după care 1 obol = 5 lepta. De-a lungul întregii sale existențe, obolul era egal cu o jumătate de penny britanic.
Odată cu unirea Insulelor Ioniene cu Grecia, obolul ionian a căzut în desuetudine, fiind înlocuit cu drahma greacă, la o rată de 1 drahmă = 20 oboli.